# Avionics Full-Duplex Switched Ethernet

Avionics Full-Duplex Switched Ethernet (AFDX), (Ethernet commutada dúplex complet d'aviònica) també ARINC 664, és una xarxa de dades, patentada pel fabricant internacional d'avions Airbus, per a aplicacions crítiques per a la seguretat que utilitza un ample de banda dedicat alhora que proporciona una qualitat de servei (QoS) determinista. AFDX és una marca registrada mundial d'Airbus. La xarxa de dades AFDX es basa en la tecnologia Ethernet que utilitza components comercials estàndard (COTS). La xarxa de dades AFDX és una implementació específica de l'Especificació ARINC 664 Part 7, una versió perfilada d'una xarxa IEEE 802.3 segons les parts 1 i 2, que defineix com s'utilitzaran els components de xarxa comercials estàndard per a les xarxes de dades d'aeronaus (ADN) de la futura generació. Els sis aspectes principals d'una xarxa de dades AFDX inclouen dúplex complet, redundància, determinisme, rendiment d'alta velocitat, xarxa commutada i perfilada.

## Història
Molts avions comercials utilitzen l'estàndard ARINC 429 desenvolupat el 1977 per a aplicacions crítiques per a la seguretat. L'ARINC 429 utilitza un bus unidireccional amb un sol transmissor i fins a vint receptors. Una paraula de dades consta de 32 bits comunicats a través d'un cable de parell trenat mitjançant la modulació bipolar de retorn a zero. Hi ha dues velocitats de transmissió: l'alta velocitat funciona a 100 kbit/s i la baixa velocitat funciona a 12,5 kbit/s. L'ARINC 429 funciona de manera que el seu únic transmissor es comunica en una connexió punt a punt, cosa que requereix una quantitat significativa de cablejat que suposa un pes afegit.
Un altre estàndard, ARINC 629, introduït per Boeing per al 777, va proporcionar velocitats de dades més elevades de fins a 2. Mbit/s i permetent un màxim de 120 terminals de dades. Aquest ADN funciona sense l'ús d'un controlador de bus, augmentant així la fiabilitat de l'arquitectura de xarxa. L'inconvenient és que requereix maquinari personalitzat que pot afegir un cost significatiu a l'avió. A causa d'això, altres fabricants no van acceptar obertament l'estàndard ARINC 629.
L'AFDX va ser dissenyat com la xarxa de dades d'aeronaus de nova generació. Basant-se en els estàndards del comitè IEEE 802.3 (comunament conegut com a Ethernet), el maquinari comercial estàndard redueix els costos i el temps de desenvolupament. L'AFDX és una implementació de l'Ethernet determinista definida per l'Especificació ARINC 664 Part 7. L'AFDX va ser desenvolupat per Airbus Industries per a l'A380, inicialment per abordar problemes en temps real per al desenvolupament de sistemes de vol per cable. Es poden connectar diversos commutadors en una topologia d'estrella en cascada. Aquest tipus de xarxa pot reduir significativament la longitud del cable, i per tant, el pes de l'aeronau. A més, l'AFDX pot proporcionar qualitat de servei i redundància d'enllaç dual.
Aprofitant l'experiència de l'A380, l'Airbus A350 també utilitza una xarxa AFDX, amb aviònica i sistemes subministrats per Rockwell Collins. L'AFDX que utilitza interconnexions de fibra òptica en lloc de coure s'utilitza al Boeing 787 Dreamliner.
Airbus i la seva empresa matriu EADS han posat a disposició llicències AFDX a través de la iniciativa EADS Technology Licensing, incloent-hi acords amb Selex ES i Vector Informatik GmbH.

## Visió general
L'AFDX va adoptar conceptes com ara el "token bucket" dels estàndards de telecomunicacions, el mode de transferència asíncrona (ATM), per solucionar les deficiències de l'IEEE 802.3 Ethernet. Afegint elements clau de l'ATM als que ja es troben a Ethernet i restringint l'especificació de diverses opcions, es crea una xarxa determinista full-duplex altament fiable que proporciona un ample de banda i una qualitat de servei (QoS) garantits. Mitjançant l'ús d'Ethernet full-duplex, s'elimina la possibilitat de col·lisions de transmissió. La xarxa està dissenyada de manera que tot el trànsit crític es prioritza mitjançant polítiques de QoS, de manera que es garanteix que el lliurament, la latència i el jitter estiguin dins dels paràmetres establerts. Un commutador altament intel·ligent, comú a la xarxa AFDX, és capaç d'emmagatzemar en memòria intermèdia els paquets de transmissió i recepció. Mitjançant l'ús de cables de parell trenat o fibra òptica, l'Ethernet full-duplex utilitza dos parells o fils separats per transmetre i rebre les dades. L'AFDX estén l'Ethernet estàndard per proporcionar una alta integritat de dades i una sincronització determinista. A més, s'utilitza un parell de xarxes redundants per millorar la integritat del sistema (tot i que es pot configurar un enllaç virtual per utilitzar només una xarxa o l'altra). Especifica elements funcionals interoperables a les següents capes del model de referència OSI:
- Enllaç de dades (concepte d'adreçament MAC i enllaç virtual);
- Xarxa (IP i ICMP);
- Transport (UDP i opcionalment TCP)
- Aplicació (xarxa) (mostreig, cues, SAP, TFTP i SNMP).

Els elements principals d'una xarxa AFDX són:
- Sistemes finals AFDX
- Interruptors AFDX
- Enllaços AFDX

## Enllaços virtuals
La característica central d'una xarxa AFDX són els seus enllaços virtuals (VL). En una abstracció, és possible visualitzar els VL com una xarxa d'estil ARINC 429, cadascun amb una font i una o més destinacions. Els enllaços virtuals són camins lògics unidireccionals des del sistema final d'origen fins a tots els sistemes finals de destinació. A diferència d'un commutador Ethernet tradicional que commuta trames basant-se en la destinació Ethernet o l'adreça MAC, l'AFDX encamina els paquets mitjançant un ID d'enllaç virtual, que es transporta a la mateixa posició en una trama AFDX que l'adreça de destinació MAC en una trama Ethernet. Tanmateix, en el cas de l'AFDX, aquest ID d'enllaç virtual identifica les dades transportades en lloc de la destinació física. L'ID d'enllaç virtual és un valor enter sense signe de 16 bits que segueix un camp constant de 32 bits. Els commutadors estan dissenyats per encaminar una trama entrant des d'un, i només un, sistema final fins a un conjunt predeterminat de sistemes finals. Hi pot haver un o més sistemes receptors connectats dins de cada enllaç virtual. A cada enllaç virtual se li assigna un ample de banda dedicat [suma de totes les taxes de bretxa d'assignació d'ample de banda (BAG) de VL x MTU] amb la quantitat total d'ample de banda definida per l'integrador del sistema. Tanmateix, l'ample de banda total no pot superar l'ample de banda màxim disponible a la xarxa. Per tant, les comunicacions bidireccionals han de requerir l'especificació d'un VL complementari.
Cada VL està congelat en l'especificació per garantir que la xarxa tingui un trànsit màxim dissenyat, per tant, determinisme. A més, el commutador, que té una taula de configuració VL carregada, pot rebutjar qualsevol transmissió de dades errònia que d'altra manera podria inundar altres branques de la xarxa. A més, hi pot haver enllaços subvirtuals (sub-VL) que estan dissenyats per transportar dades menys crítiques. Els enllaços subvirtuals s'assignen a un enllaç virtual concret. Les dades es llegeixen en una seqüència de rotació entre els enllaços virtuals amb dades per transmetre. A més, els enllaços subvirtuals no proporcionen amplada de banda ni latència garantides a causa de l'emmagatzematge en memòria intermèdia, però AFDX especifica que la latència es mesura a partir de la funció reguladora de trànsit de totes maneres.

## Velocitat BAG
BAG significa "amplada de banda assignada bretxa" (BG), una de les principals característiques del protocol AFDX. Aquesta és la velocitat màxima a la qual es poden enviar dades, i es garanteix que s'enviaran en aquest interval. Quan es configura la velocitat BAG per a cada VL, cal tenir cura que hi hagi prou amplada de banda per a altres VL i que la velocitat total no pugui superar els 100. Mbit/s.

## Commutació d'enllaços virtuals
Cada commutador té funcions de filtratge, control i reenviament que haurien de poder processar almenys 4096 VL. Per tant, en una xarxa amb diversos commutadors (topologia d'estrella en cascada), el nombre total d'enllaços virtuals és gairebé il·limitat. No hi ha cap límit especificat al nombre d'enllaços virtuals que pot gestionar cada sistema final, tot i que això vindrà determinat per les velocitats BAG i la mida màxima de trama especificada per a cada VL en funció de la velocitat de dades d'Ethernet. Tanmateix, el nombre de sub-VL que es poden crear en un sol enllaç virtual està limitat a quatre. El commutador també ha de ser no bloquejant a les velocitats de dades especificades per l'integrador del sistema, i a la pràctica això pot significar que el commutador ha de tenir una capacitat de commutació que sigui la suma de tots els seus ports físics.
Com que l'AFDX utilitza el protocol Ethernet a la capa MAC, és possible utilitzar commutadors COTS d'alt rendiment amb encaminament de capa 2 com a commutadors AFDX amb finalitats de prova com a mesura de reducció de costos. Tanmateix, és possible que faltin algunes característiques d'un commutador AFDX real, com ara les funcions de control de trànsit i redundància.

## Ús
El bus AFDX s'utilitza a l'Airbus A380, Boeing 787, Airbus A400M, Airbus A350, Sukhoi Superjet 100, ATR 42, ATR 72 (-600), AgustaWestland AW101, AgustaWestland AW189, AgustaWestland AW169, Irkut MC-21, Bombardier Global Express, Airbus A220, Learjet 85, Comac ARJ21, Comac C919 i AgustaWestland AW149.